# 7th St/Metro Center
7th Street/Metro Center/Julian Dixon – podziemna stacja czterech linii metra w Los Angeles: dwóch linii metra właściwego na dolnej platformie (B i D) i dwóch linii lekkiej kolei miejskiej na górnej platformie (A i E – jest to też stacja końcowa tych linii). Stacja jest także obsługiwana na powierzchni przez autobusy linii J należące sieci BRT Los Angeles Metro Busway.
7th Street/Metro Center/Julian Dixon położona jest w śródmieściu Los Angeles w Financial District na rogu Figueroa Street i 7th Street w samym sercu miasta. Trzeci człon nazwy upamiętnia kongresmena Juliana Dixona, który położył duże zasługi dla budowy metra w Los Angeles.

## Godziny kursowania
Zarówno pociągi metra linii B i D, jak i tramwaje linii A i E lekkiej kolei miejskiej kursują codziennie, w przybliżeniu pomiędzy godz. 5.00 a 0.45.
Autobusy linii J kursują codziennie, w przybliżeniu między godz. 5.00 a 1.00.

## Miejsca użyteczności publicznej
W pobliżu znajdują się:
- Microsoft Plaza
- The Bloc Los Angeles
- Sheraton Hotel
- Wilshire Grand Center
- Ernst & Young Plaza
- Aon Center
- Los Angeles Hilton Checkers Hotel
- Bank of America Center
- Good Samaritan Hospital
- 777 Tower
- Holiday Inn
- Citigroup Center
- Figueroa at Wilshire (dawniej Sanwa Bank Plaza)
- One Wilshire Plaza
- Standard Hotel
- Bank of California Headquarters
- Richard J. Riordan Central Library
- Regal Biltmore Hotel
- Union Bank Plaza
- Westin Bonaventure Hotel
- Marriott Hotel
- 444 Building
- Los Angeles Visitors Information Center

## Połączenia autobusowe
Linie autobusowe Metro

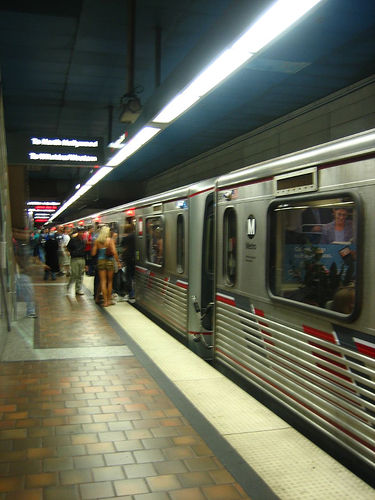
Pasażerowie wchodzący na stacji 7th St/Metro Center do pociągu ówczesnej czerwonej linii metra (obecnie linii metra B), zmierzającego docelowo do stacji North Hollywood (2005)

- Metro Local: 14, 16, 18, 20, 26, 37, 51, 52, 53, 55, 60, 62, 66, 70, 71, 76, 78, 79, 81, 96, 316, 352, 355, 366, 378
- Metro Express: 439, 485, 487, 489
- Metro Rapid: 714, 720, 770,
- Metro Express: 445, 450X*, 460
- Los Angeles Metro Busway: Srebrna linia